# 博物館驚魂夜2
《博物館驚魂夜2》（英語：Night at the Museum: Battle of the Smithsonian）是一部2009年美國冒險喜劇電影，由薛恩·李維執導，是2006年電影《博物館驚魂夜》的續集，也是《博物館驚魂夜》系列電影的第二部作品。主要演員有班·史提勒、艾美·亞當斯、羅賓·威廉斯、歐文·威爾森、漢克·阿扎里亞、克里斯多福·蓋斯（Christopher Guest）、艾倫·恰貝（Alain Chabat）和史蒂芬·柯根（Steve Coogan）等人。
续集《博物馆奇妙夜3》于2014年12月19日上映。

## 情節
三年後，羅倫斯．「賴瑞」．戴利已經不再在美國自然史博物館擔任夜間警衛，而是開始在電視購物上賣他自己的創意發明。他回到博物館探訪，發現大部分的展品即將被遷移到史密森尼学会的檔案保存區，並且將被全息技術的展示所替代。但是，阿卡曼拉的石板還會留在原地，這意味著那些要被移走的展品到了晚上將不會再像以前那樣活躍起來。
不久後，羅倫斯收到嘉地雅這位小型牛仔的緊急來電，他告訴羅倫斯，是德克斯特這隻猴子把石板帶到史密森尼博物館，而他們現在正受到阿卡曼拉的大哥卡門曼拉的攻擊。於是，羅倫斯趕到華盛頓特區，假扮夜間警衛悄悄地進入檔案區。他發現他的好友們被卡門曼拉困住了，而卡門曼拉則是計畫用石板的神奇力量來統治全世界。
在被捉的乔治·阿姆斯特朗·卡斯特將軍的幫忙下，羅倫斯也得到愛蜜莉亞·艾爾哈特的協助。他們在時代廣場的V-J日那張照片裡躲過了卡門曼拉的手下，這使得卡門曼拉不得不找來雷帝伊凡、拿破崙和艾爾·卡彭來協助他搞定石板。雖然羅倫斯被逮到了，但因為石板沒能成功開啟冥界之門，卡門曼拉就把嘉地雅困在沙漏裡，還告訴羅倫斯只有一小時的時間來破解石板的密碼。
愛蜜莉亞對羅倫斯心生好感，當他們到了國家航空和太空博物館時，林肯紀念堂的亞伯拉罕·林肯像還誤認他們是情侶。在博物館裡，他們遇上了許多航空史上的名人，像是萊特兄弟、一隊塔斯基吉飛行員和太空猴Able。而一群阿爾伯特·愛因斯坦的搖頭玩偶則跟他們說，那個密碼就是圓周率的數值。後來，拿破崙、伊凡和卡彭的手下都湧到博物館，逼得羅倫斯和愛蜜莉亞只好駕駛萊特飛機趕緊撤退。
他們的飛機墜毀在史密森尼博物館，此時卡門曼拉用密碼打開了門，並呼叫了一大批荷魯斯戰士。小小的羅馬將軍屋大維帶著林肯像現身，將那群戰士嚇得跑回冥界。愛蜜莉亞則集結了一隊夥伴，包括羅倫斯的朋友和卡斯特，爾後展開了一場緊張刺激的戰役。
羅倫斯幫助卡斯特克服了他對重演小大角之戰的恐懼，同時，屋大維救出了嘉地雅，而羅倫斯則取回了石板，並巧妙地讓卡彭、拿破崙和伊凡三方互相對立。手持手電筒的羅倫斯，和揮舞着khopesh的卡門曼拉展開了激烈的對決。
當愛蜜莉亞重新打開門的時候，卡門曼敗下陣來，不甘心地詢問羅倫斯：「你到底是什麼人？」羅倫斯鎮定地在卡門曼耳邊回答：「我是夜間警衛(夜之守護者)」。隨後，羅倫斯將卡門曼拉逐出。封印到冥界去。
在帶羅倫斯和紐約的展品回家途中，愛蜜莉亞坦承她知道自己只是真實飛行員的蠟像。她和羅倫斯深情地交換了一個吻後，就飛回了史密森尼博物館。兩個月過去了，羅倫斯把他的公司賣了，然後匿名捐款去翻修自然歷史博物館，還讓它夜晚延長開放。雖然大家都以為那些動的展品是機器人或是聘來的扮演者，但其實它們在晚上真的可以和遊客互動。羅倫斯又回到他之前的夜間保全的職位，他還跟一位名叫Tess的遊客變得很熟，她跟愛蜜莉亞長得出奇地像。

## 角色
| 演員                                       | 角色                                                  | 備註                               |
| 班·史提勒 Ben Stiller                      | 羅倫斯．「賴瑞」．戴利 Lawrence "Larry" Daley         |                                    |
| 羅賓·威廉斯 Robin Williams                 | 西奧多·羅斯福 Theodore Roosevelt                      | 美國第26任總統                     |
| 歐文·威爾森 Owen Wilson                    | 嘉地雅·史壯·史密斯 Jedediah Strong Smith              |                                    |
| 史蒂夫·庫根 Steve Coogan                   | 屋大維 Octavius                                       | 羅馬帝國首任皇帝                   |
| 瑞奇·葛文斯 Ricky Gervais                  | 麥菲博士 Dr. McPhee                                   |                                    |
| 迪克·凡·戴克 Dick Van Dyke                 | 賽西爾·弗雷德里克斯 Cecil Fredericks                  |                                    |
| 雷米·馬利克 Rami Malek                     | 阿卡曼拉 Ahkmenrah                                    | 古埃及第四王朝的法老               |
| 米基·魯尼 Mickey Rooney                    | Gus                                                   |                                    |
| 布萊德·嘉瑞特                              | 摩艾石像                                              |                                    |
| 傑克·恰里 Jake Cherry                      | 尼可拉斯．「尼克」．戴利 Nicholas "Nick" Daley        | 賴瑞兒子                           |
| 派翠克·加拉格 Patrick Gallagher            | 阿提拉 Attila the Hun                                 | 中世紀匈奴可汗                     |
| 米蘇·貝克 Mizuo Peck                       | 莎卡嘉薇亞 Sacagawea                                  | 刘易斯与克拉克远征著名嚮導         |
| 皮耶法蘭西斯柯·法維諾 Pierfrancesco Favino | 克里斯多福·哥倫布 Christopher Columbus                | 15世紀著名西班牙探險家             |
| 馬丁·克里斯多福 Martin Christopher         | 梅里韦瑟·刘易斯 Meriwether Lewis                      | 19世紀著名美國探險家               |
| 馬丁·西姆斯 Martin Sims                    | 威廉·克拉克 William Clark                             | 19世紀著名美國探險家               |
| 艾美·亞當斯 Amy Adams                      | 愛蜜莉亞·艾爾哈特 Amelia Mary Earhart                 | 世界首位飞越大西洋的女飞行员       |
| 艾美·亞當斯 Amy Adams                      | 泰絲                                                  |                                    |
| 漢克·阿扎里亞 Hank Azaria                  | 卡門曼拉 Kahmunrah                                    | 阿卡曼拉的哥哥（虛構），邪恶的法老 |
| 漢克·阿扎里亞 Hank Azaria                  | 林肯像                                                |                                    |
| 漢克·阿扎里亞 Hank Azaria                  | 沉思者銅像                                            |                                    |
| 比爾·哈德爾                                | 乔治·阿姆斯特朗·卡斯特 George Armstrong Custer        | 19世紀著名美軍將領                 |
| 克里斯多福·蓋斯                            | 雷帝伊凡 Ivan the Terrible                            | 中世紀俄國沙皇                     |
| 強·博恩瑟 Jon Bernthal                     | 艾爾·卡彭 Alphonse Capone                             | 20年代著名美國黑道頭目             |
| 艾倫·恰貝                                  | 拿破崙 Napoleon                                       | 著名法國軍事家                     |
| 尤金·李維 Eugene Levy                      | 阿爾伯特·愛因斯坦 Albert Einstein                     | 著名物理學家                       |
| 克里斯多福·李 Christopher Lee              | 查爾斯·達爾文 Charles Darwin                          | 著名生物學家                       |
| 勞勃·班·葛蘭特                             | 奧維爾·萊特 Orville Wright                            | 美國航空先驅                       |
| 湯瑪斯·雷恩                                | 維爾伯·萊特 Wilbur Wright                             | 美國航空先驅                       |
| 尼克・戴許 Nick Dash                       | 亞伯拉罕·林肯（林肯紀念堂的林肯坐像） Abraham Lincoln | 美國第16任總統                     |
| 喬納·希爾 Jonah Hill                       | 史密森尼博物館的保安                                  |                                    |
| 傑·巴魯契 Jay Baruchel                     | 水兵 喬·摩托羅拉                                      | 勝利之吻照片中的男主角             |
| 捲尾猴水晶 Crystal the Monkey              | 德克斯特 Dexter                                       | 猴子                               |

## 製作
有別於首集的美國自然歷史博物館，本片場景轉移至位於美國首府華盛頓特區史密森尼博物館，是全球最大的博物館群兼研究中心，主要在旗下的美国国立自然历史博物馆拍摄。史密森尼研究中心首次開放電影實景拍攝，不過必須在開放時間進行，因此拍攝過程中，得面對許多遊客現場圍觀。
此外，考量動作打鬥追逐戲不適合于館內拍攝，許多場景另外搭景而成，如博物館大廳、國家航空與太空博物館、史密森尼總部城堡和林肯紀念堂，以及館內的火箭、阿波羅太空船和萊特兄弟的古董飛機皆重新仿製。

## 評價
該片得到影評混合平均評語。電影評論網站爛番茄，基於119篇評論中43％給予正面的評價，平均得分為5.1/10。爛番茄網站裡的「頂尖影評」統計，包含來自報章雜誌、廣播電視與網路的知名影評，基於當中27篇評論，影片整體得到33%的正面評價。在Metacritic其中一個標準化評價滿分為100的影評，根據27篇總和，電影平均分數獲得44分。
儘管混合評語來自各方影評，大多數評論家稱讚艾美·亞當斯和漢克·阿扎里亞的表演。《芝加哥論壇報》的麥可菲利浦授予電影3顆星指出，“……她實為驚人——銀光幕上亮眼演出。”《娛樂週刊》的歐文·吉博曼也給此片「B+」的評分，表示“亞當斯賦予了本片豐富的生命力。”儘管《電視指南》的佩瑞·塞伯特給電影2顆星，仍表示「感謝阿扎里亞，抓取漫畫時機的大師。收納古怪角色的當他的爪牙是有趣的點，像是芝麻街的奧斯卡和達斯·維德加入他的團隊。」《好萊塢報導》的麥可·瑞奇薛芬和《紐約時報》的A.O.史考特都喜愛兩位的演出。然而，大多數的電影評論家批評其過度使用的特殊效果，斯科特·托比亞斯於《影音俱樂部》指出，這部電影是“一個令人費解的情節和為特效而特效的擁擠安排。”

## 穿帮镜头

### 不规则的光影
在法老王打开通向冥界的门以后，他的地下士兵鱼贯而出。由于法老王之门内发出巨大的光芒，走出士兵的影子方向是远离门的。而站在与门不远的同一直线上的拉瑞的影子，却是朝向法老王之门，显示出其身后有不该反映在镜头中的光源。

## 外部連結
- 互联网电影数据库（IMDb）上《博物館驚魂夜2》的资料（英文）
- AllMovie上《博物館驚魂夜2》的资料（英文）
- 爛番茄上《博物館驚魂夜2》的資料（英文）
- Box Office Mojo上《博物館驚魂夜2》的資料（英文）
- Metacritic上《博物館驚魂夜2》的資料（英文）
- Yahoo奇摩電影上《博物館驚魂夜2》的資料（繁體中文）
- 開眼電影網上《博物館驚魂夜2》的資料（繁體中文）
- 豆瓣电影上《博物館驚魂夜2》的資料 （简体中文）
- 时光网上《博物館驚魂夜2》的資料（简体中文）